# 25814 Preesinghal
25814 Preesinghal è un asteroide della fascia principale. Scoperto nel 2000, presenta un'orbita caratterizzata da un semiasse maggiore pari a 2,9420148 UA e da un'eccentricità di 0,1088954, inclinata di 1,34621° rispetto all'eclittica.